# Dmitrij Sautin
Dmitrij Ivanovič Sautin (rusky Дмитрий Иванович Саутин; 15. března 1975 Voroněž) je bývalý ruský skokan do vody. Vystudoval tělovýchovný institut v rodné Voroněži. Byl členem armádního klubu CSKA a má hodnost podplukovníka Ozbrojených sil Ruské federace.
Je prvním skokanem do vody, který dokázal vybojovat osm olympijských medailí. Na Letních olympijských hrách 1992 obsadil jako člen Sjednoceného týmu třetí místo ve skocích z třímetrového prkna a byl šestý ve skocích z desetimetrové věže. Vyhrál skoky z věže na Letních olympijských hrách 1996, kde byl také pátý ve skocích z prkna. Na Letních olympijských hrách 2000 získal medaili ve všech skokanských soutěžích. Společně s Igorem Lukašinem zvítězil v synchronizovaných skocích z věže, s Alexandrem Dobroskokem byl druhý v synchronizovaných skocích z prkna a v obou individuálních soutěžích získal bronz. Na LOH 2004 zopakoval třetí místo ve skocích z prkna. Naposledy startoval na olympiádě v roce 2008 v Pekingu, kde získal s Jurijem Kunakovem stříbro v synchronizovaných skocích z prkna a v soutěži jednotlivců byl čtvrtý.
Pětkrát se stal mistrem světa: v letech 1994 a 1998 ve skocích z věže, v letech 1998 a 2001 ve skocích z prkna a v roce 2003 spolu s Alexandrem Dobroskokem v synchronizovaných skocích. Na mistrovství Evropy v plaveckých sportech získal dvanáct zlatých medailí, čtyři stříbrné a dvě bronzové. Vyhrál Hry dobré vůle v letech 1994, 1998 a 2001. Je prvním, kdo získal za skok hodnocení přesahující 100 bodů. V letech 1998 a 2000 byl zvolen ruským sportovcem roku.
Byl zvolen místopředsedou ruské federace skoků do vody a poslancem dumy Voroněžské oblasti. V roce 2016 byl uveden do Mezinárodní plavecké síně slávy.
Na počátku své kariéry v roce 1991 se stal obětí pouličního přepadení, utrpěl těžké bodné rány a musel se podrobit dlouhé rehabilitaci.